# Khronos Group
O Khronos Group é uma organização sem fins lucrativos americana de consórcio industrial baseada em Beaverton, Oregon, focada na criação de padrões abertos, interface de programação de aplicativos (APIs) para criação e reprodução acelerada de mídia dinâmica e ampla variedade de plataformas e dispositivos. A organização é encarregada de diversos padrões como OpenGL.
Membros da Khronos podem contribuir para o desenvolvimento de especificações para as APIs da Khronos, votar em vários estágios antes da implementação pública, e acelerar a entrega de suas plataformas e aplicativos através do acesso antecipado para rascunhos de especificações e testes de performance.

## História
O Khronos Group foi fundado em 2000 por empresas como ATI Technologies, Discreet, Evans & Sutherland, Intel Corporation, NVIDIA, Silicon Graphics (SGI), e Sun Microsystems. Tem atualmente aproximadamente 120 empresas como membros, mais de 30 adotantes, e 24 membros em conformidade. Seu presidente é Neil Trevett.
Em 31 de Julho de 2006, foi anunciado em SIGGRAPH que o controle da especificação de OpenGL seriam passados para este grupo.

## Membros
Khronos Group divide seus membros de acordo:
- Contribuidores acadêmicos – tem participação total do grupo de trabalho da API mas não tem direito a voto.
- Contribuidores – tem participação total do grupo de trabalho da API e direito ao voto, e benefícios de marketing.
- Promotores – agem como um "Conselho Administrativo" para determinar a direção do Grupo, com direito ao voto final sob a ratificação de especificações.

Khronos Group mantém uma lista atual de seus promotores, contribuidores, e membros acadêmicos.